# Luigi Rocco (politico 1882)
Luigi Rocco (San Giorgio Lucano, 1º ottobre 1882 – 16 gennaio 1974) è stato un politico italiano.

## Biografia
Consigliere della Corte di cassazione, fu eletto Senatore nel Collegio di Lagonegro alle elezioni politiche del 1948. Dopo aver fatto parte del gruppo di Unità Socialista, passò al gruppo misto e successivamente nel gruppo Democratico di Sinistra dal marzo 1952 fino alla fine della legislatura. È stato membro della Giunta consultiva per il Mezzogiorno, della 8ª Commissione permanente (Agricoltura e Alimentazione) e della 10ª Commissione permanente del Senato (Lavoro, emigrazione e previdenza sociale).